# Blanche comme la neige
Pour plus de détails, voir Fiche technique et Distribution.
Blanche comme la neige (Så vit som en snö) est un film suédois réalisé par Jan Troell, sorti en 2001 et adapté du roman de Jacques Werup "Den ofullbordade himlen".

## Synopsis
L'histoire d'Elsa Andersson, première aviatrice suédoise.

## Fiche technique
- Titre : Blanche comme la neige
- Titre original : Så vit som en snö
- Réalisation : Jan Troell
- Scénario : Jimmy Karlsson, Karl-Erik Olsson-Snogerod et Jan Troell d'après le roman Den ofullbordade himlen de Jacques Werup
- Musique : Magnus Dahlberg
- Photographie : Mischa Gavrjusjov et Jan Troell
- Montage : Jan Troell
- Costumes : Katja Watkins
- Production : Lars Hermann
- Société de production : Film i Skåne, Nordisk Film, SVT Drama et Svensk Filmindustri
- Pays de production :  Suède et  Danemark
- Genre : Biopic, drame et romance
- Durée : 154 minutes
- Dates de sortie : 
  - Suède : 16 février 2001
  - France : 2001

## Distribution
- Amanda Ooms : Elsa Andersson
- Rikard Wolff : Robert Friedman
- Björn Granath : Sven Andersson
- Björn Kjellman : Erik Magnusson
- Stina Ekblad : Stine
- Shanti Roney : Lars Andersson
- Hans Pålsson : Felix Hansson
- Antti Reini : Koivunen
- Reine Brynolfsson : Enoch Thulin
- Maria Heiskanen : Merja
- Ben Becker : Hermann Vogel
- Alexander Bergman : Lars à 7 ans
- Håkan Berlin : le photographe
- Julia Calvo-Andreasson : Elsa à 8 ans
- Anders Göransson : le père de Per
- Bo Jonsson : Birger Sjöberg
- Rolf Lydahl : Nils
- Berto Marklund : Persson
- Anneli Martini : Matron
- Tine Miehe-Renard : Lise Bamberg
- Kalle Nilsson : Per
- Greta Olsson : la mère d'Erik
- Sixten Olsson : le père d'Erik
- Sanna Persson : Edith
- Åsa Söderling : Vera
- Johanna Troell : Frida

## Distinctions
Le film a obtenu 4 nominations aux Guldbagge Awards et a remporté 3 prix dans les catégories Meilleur film, Meilleur réalisateur et Meilleure photographie.